# Xenikophyton
Xenikophyton é um género botânico pertencente à família das orquídeas (Orchidaceae).